# آلدو
 آلِدو (به اسپانیایی: Aledo) یکی از شهرداری‌های کومارکای شرقی و در بخش خودمختار مورسیا در کشور اسپانیا قرار دارد. تا سال ۲۰۱۰ مساحت این شهرداری ۴۹ کیلومتر مربع و جمعیت آن  ۱۰۵۳ تَن می‌باشد.

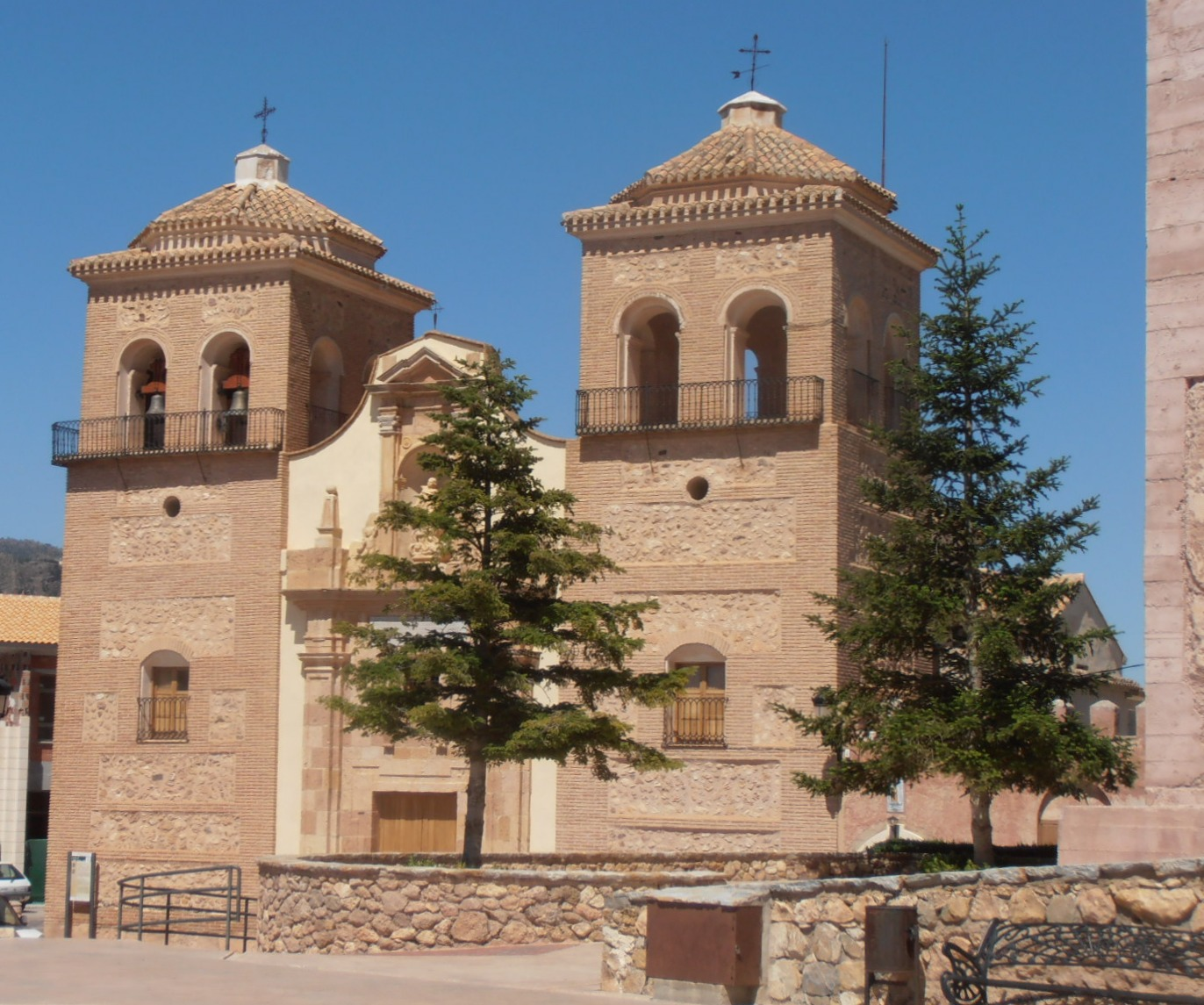
کلیسای سانتا ماریا در شهرداری آلِدو